# Rhytisma acerinum
Espèce
Synonymes
- Melanosorus acerinum (Pers.) De Not.[1]
- Melanosorus acerinus (Pers.) De Not.[1]
- Melasmia acerina Lév.[1]
- Polistigua acerinum (Pers.) Link[1]
- Polystigma acerinum (Pers.) Link[1]
- Rhytisma pseudoplatani Müll. Berol.[1]
- Xyloma acerinum Pers.[1]
- Xyloma gyrans Wallr.[1]
- Xyloma lacrymans Wallr.[1]

Rhytisma acerinum est une espèce de champignons (Fungi) ascomycètes de la famille des Rhytismataceae. Ce champignon phytopathogène est assez fréquent sur les feuilles d'Érables européens et Nord-américains, notamment sur l'Érable sycomore et l'Érable plane où il provoque la maladie cryptogamique nommée maladie des croûtes noires, maladie de la tache goudronneuse de l'érable, maladie des taches d'encre de l'érable ou encore maladie des taches noires de l'érable. Ses symptômes sont visibles de la fin de l'été à la chute des feuilles en automne, mais son stade sexué a lieu au printemps sur les feuilles mortes tombées au sol. Il s'agit d'un bioindicateur fiable de la pollution atmosphérique urbaine, industrielle et issue du trafic routier : moins ses taches sont nombreuses, plus la présence de dioxyde de soufre et de métaux lourds est importante.

## Description et cycle de vie

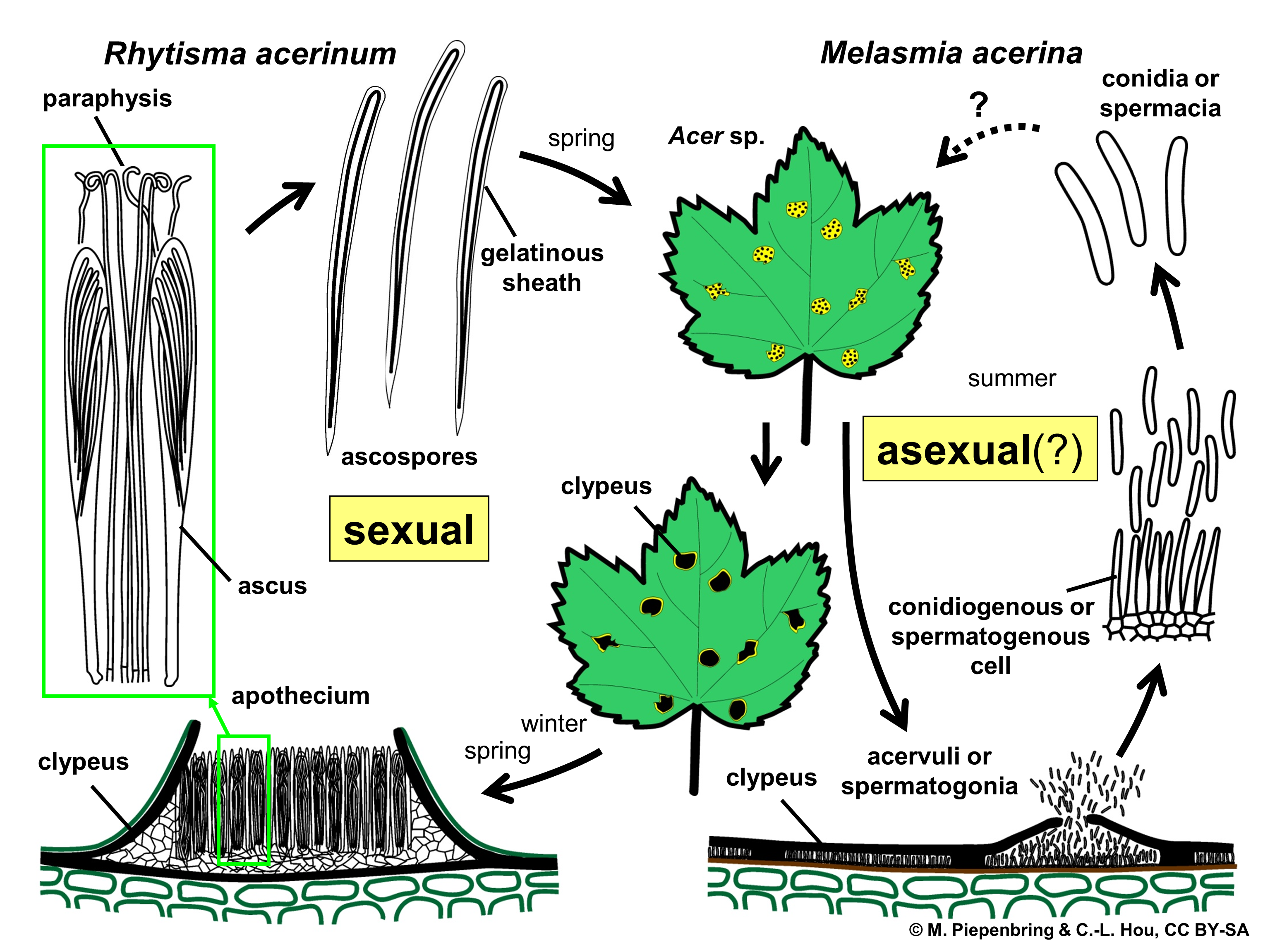
Cycle de vie de Rhytisma acerinum.

Rhytisma acerinum se présente sur la face supérieure des feuilles sous la forme de taches noires et brillantes, en forme de coussinet verruqueux, mesurant de 1 à 3 cm de diamètre et entourées d'un anneau jaunâtre de 1 à 3 mm de large. Ce stroma, blanc à l'intérieur lors d'une coupe transversale, constitue le stade asexué du champignon et produit des conidies sur les feuilles encore présentes dans l'arbre et devenues jaunes et brunes tout en ayant perdu leur auréole, puis dans les feuilles tombées à terre. Le rôle de ces conidies est mal compris, ce stade pouvant se diffuser sur d'autres arbres au cours de l'été. L'espèce passe l'hiver dans les feuilles au sol. Au printemps suivant, c'est sur ces mêmes feuilles que se produit le stade sexué sous la forme d'ascocarpes incorporés dans le stroma qui s'ouvrent à maturité par une fente allongée diffusant des ascospores en forme d'aiguilles. Elles mesurent de 60 à 106 μm de long pour 2 à 2,5 μm de large. Ces spores infectent les jeunes feuilles en développement sur lesquelles se forment de petites taches de plusieurs millimètres de diamètre, plutôt ovales et de couleur vert clair ou jaune-vert. Ces taches grandissent au cours de l'été et changent de couleur jusqu'à donner les taches automnales caractéristiques,,,.

Développement de Rhytisma acerinum sur l'Érable sycomore.
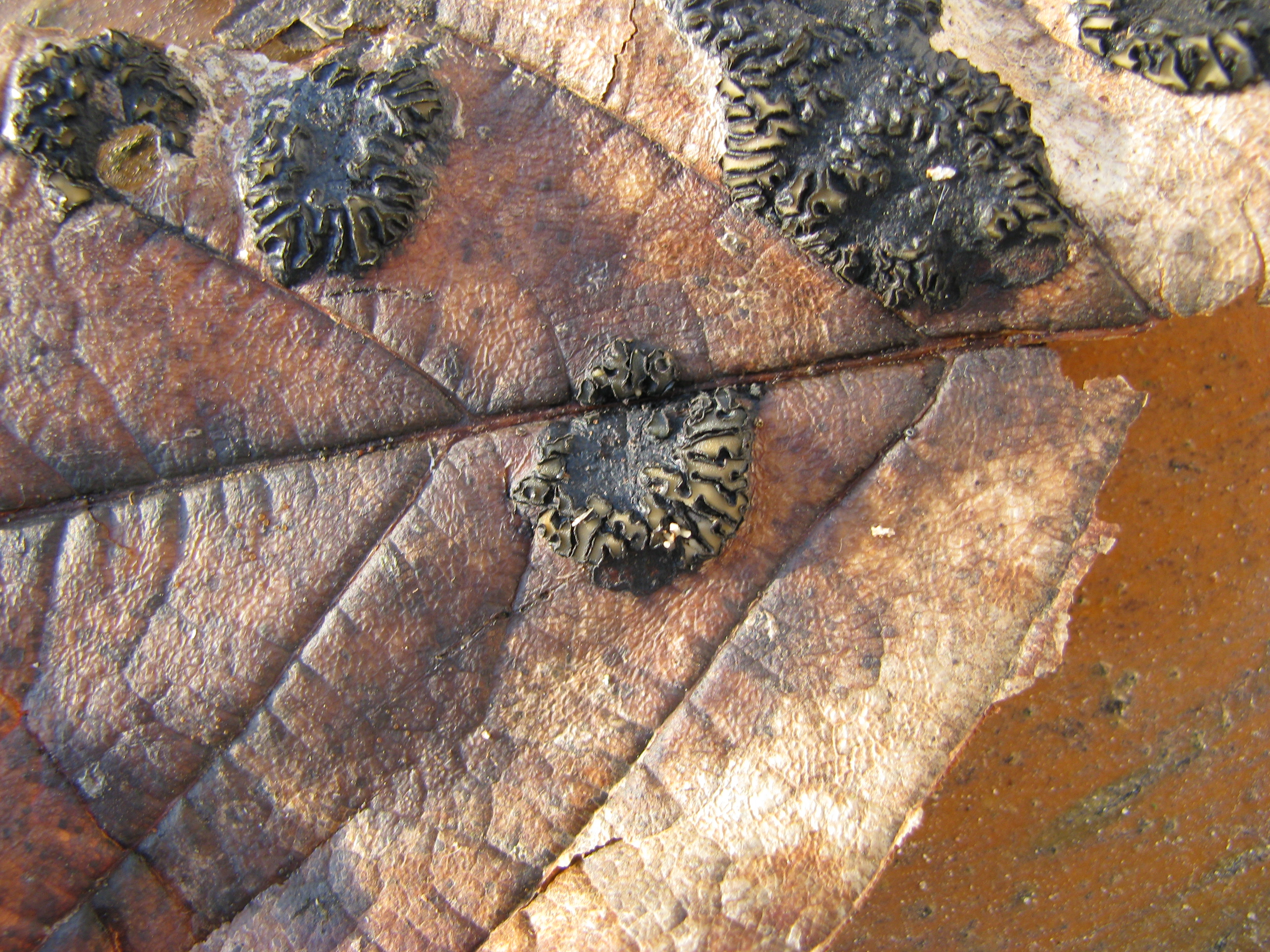
Formation des ascocarpes à la sortie de l'hiver sur les feuilles en décomposition au sol.
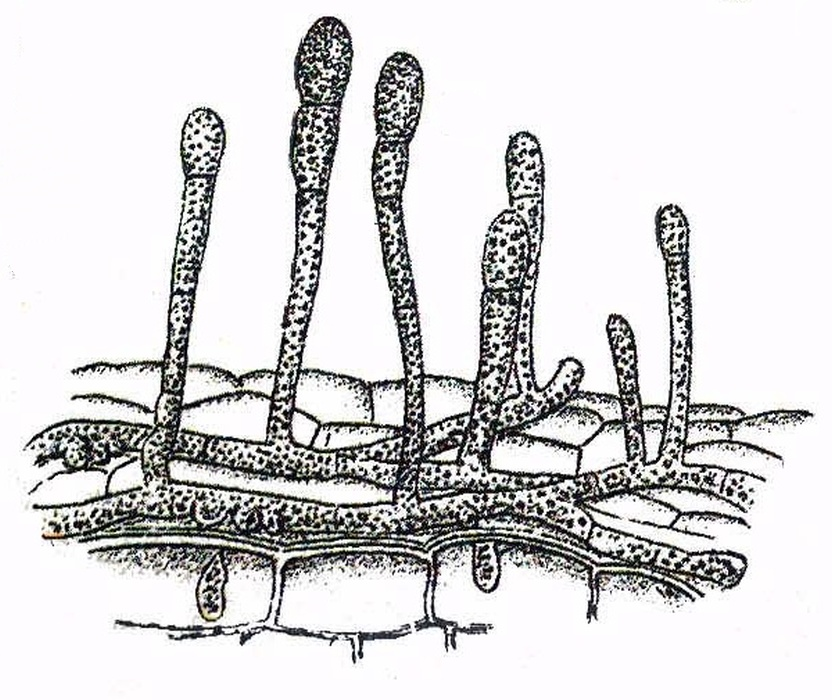
Ascocarpes.
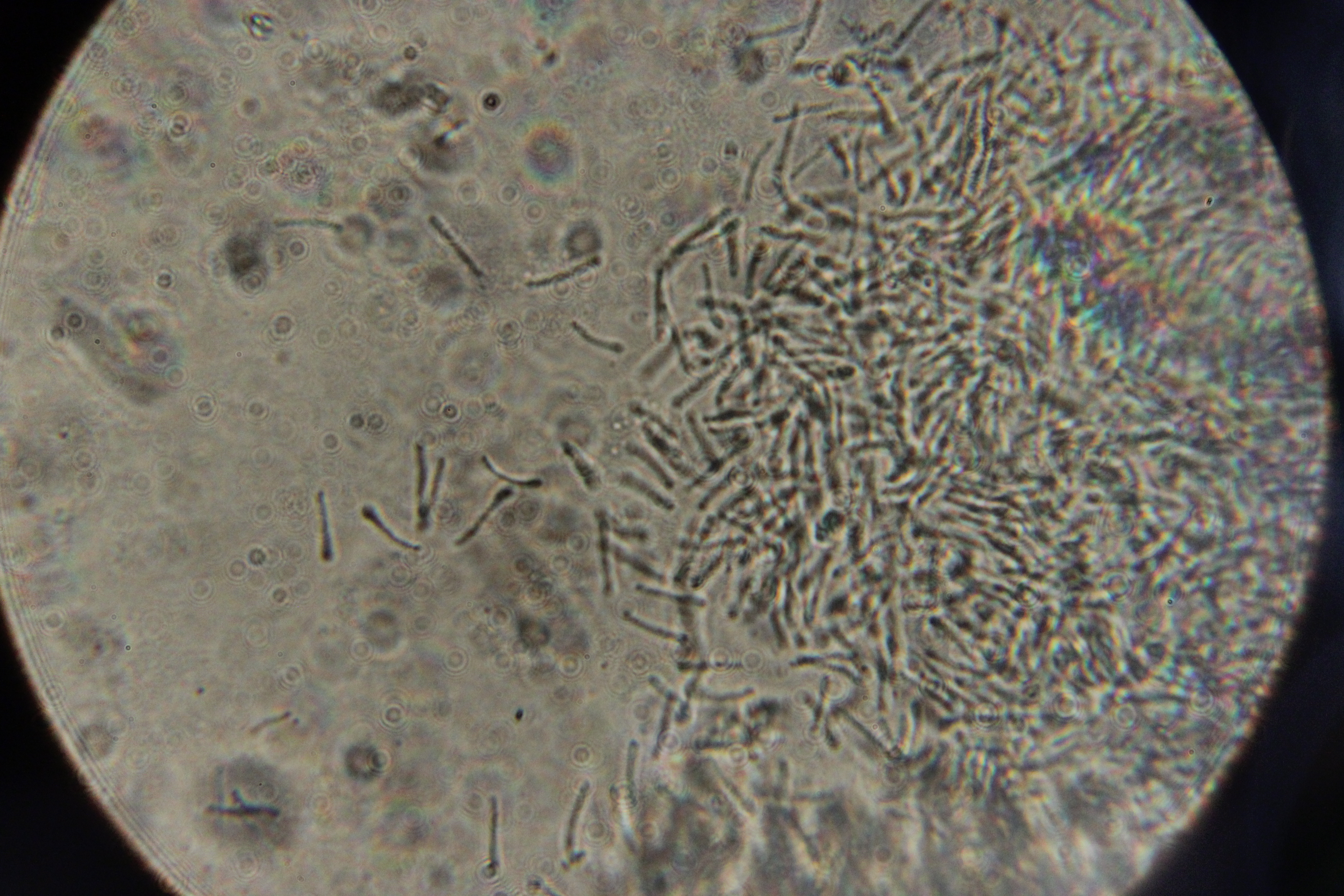
Ascospores en forme d'aiguille.
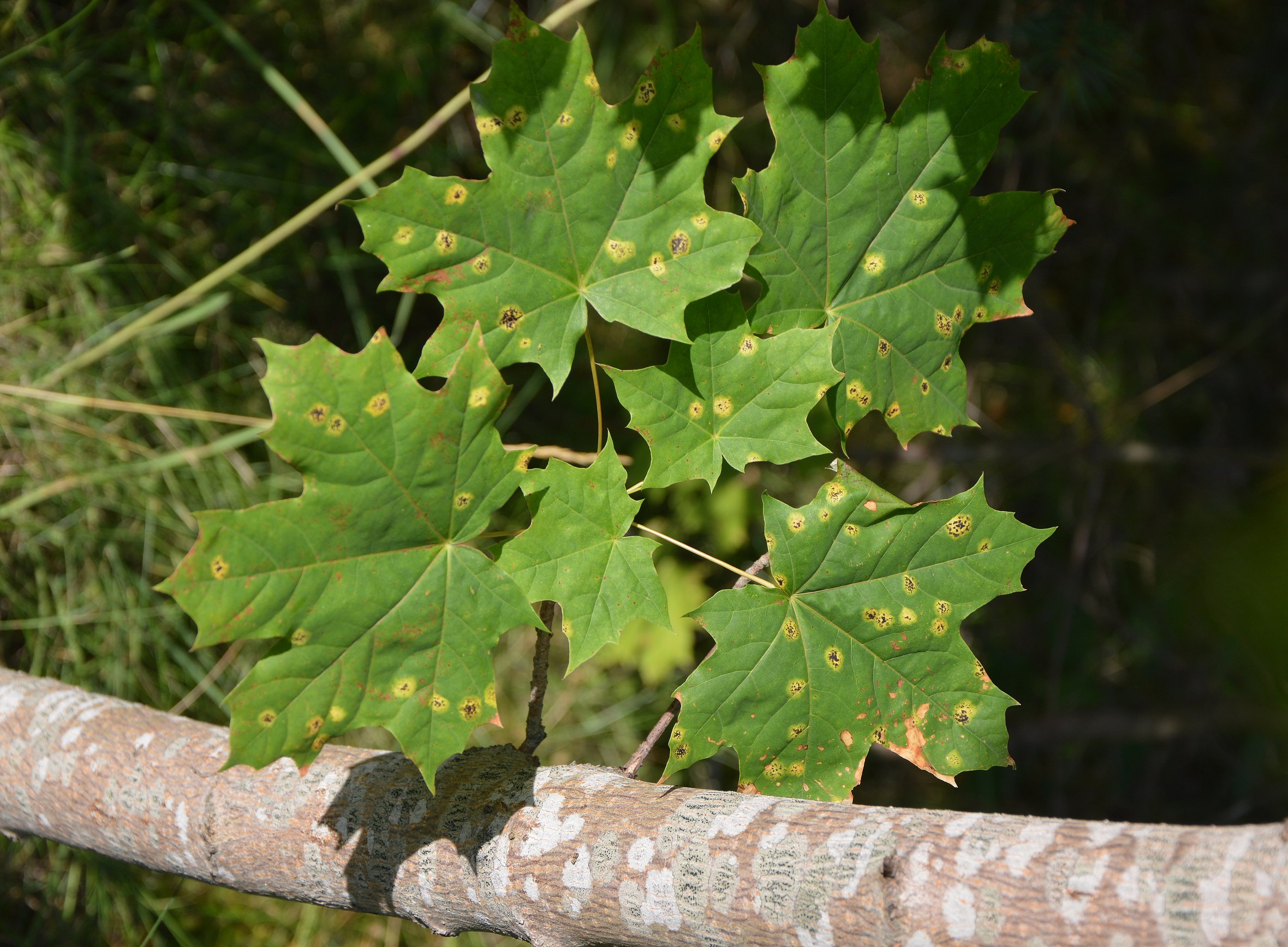
Début printanier de l'infection par les ascospores. Seules les taches jaunes sont visibles.
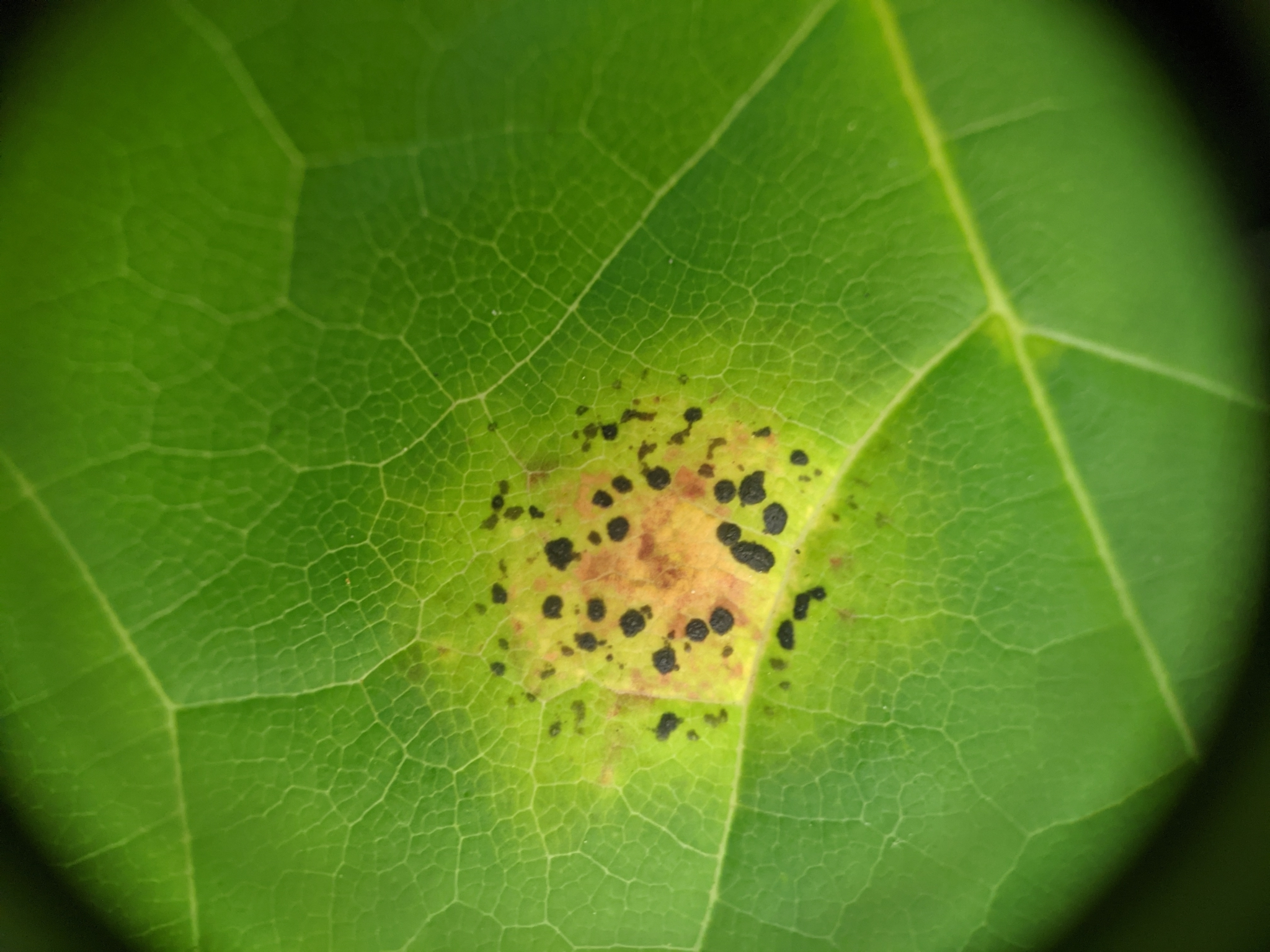
Début de développement du stroma.
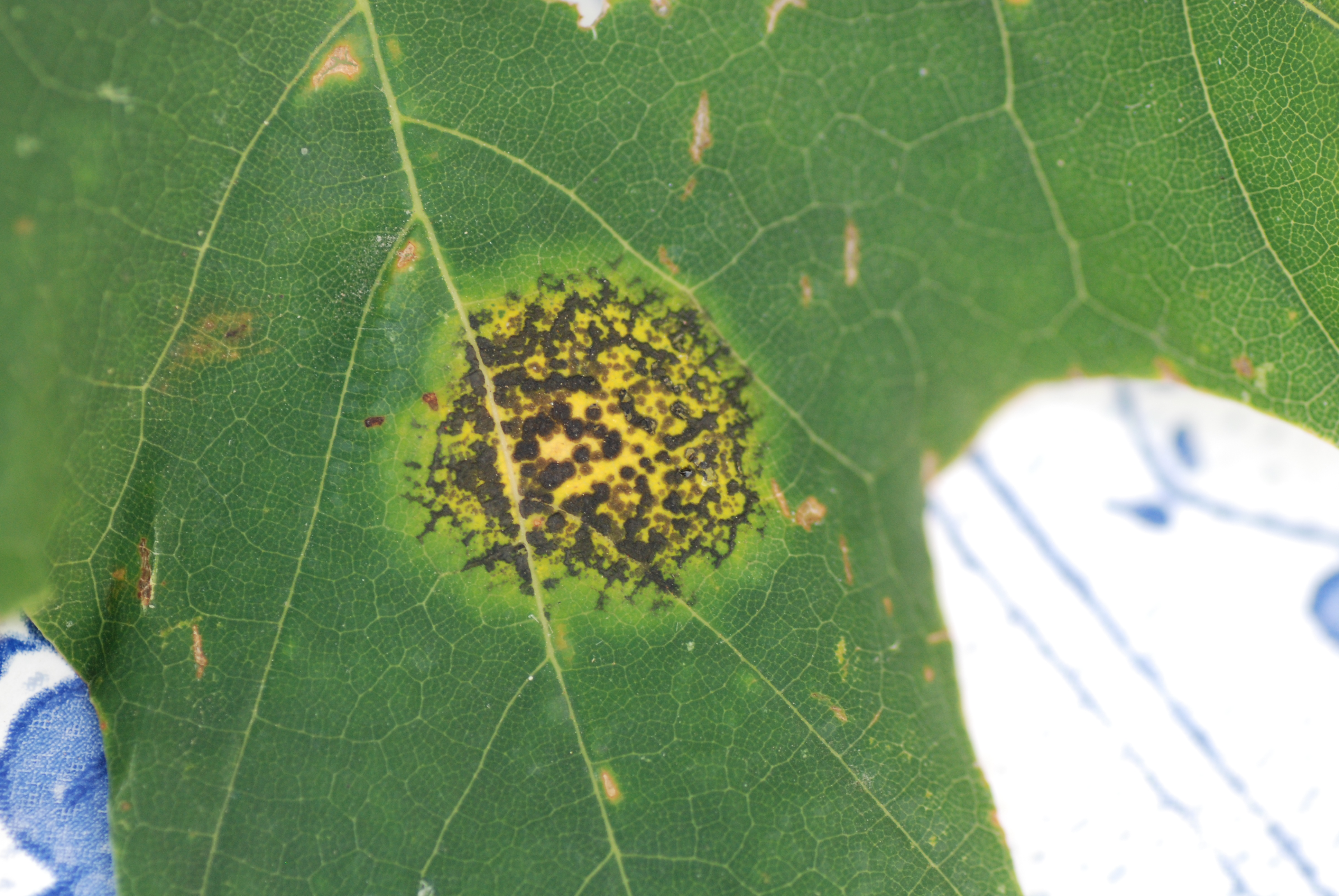
Développement de la tache noire.
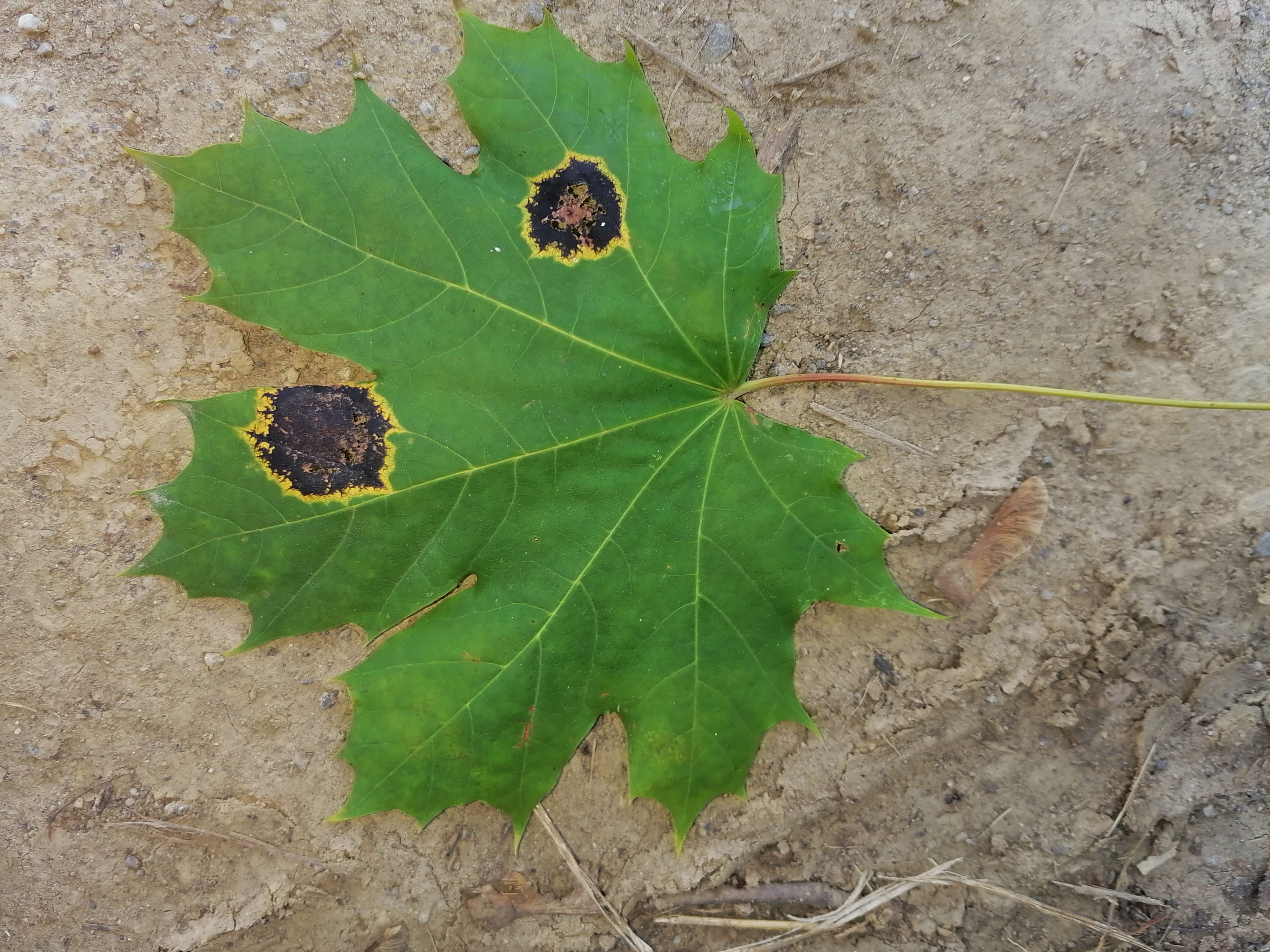
Agrandissement de la tache centrale et perte progressive de l'auréole jaune.
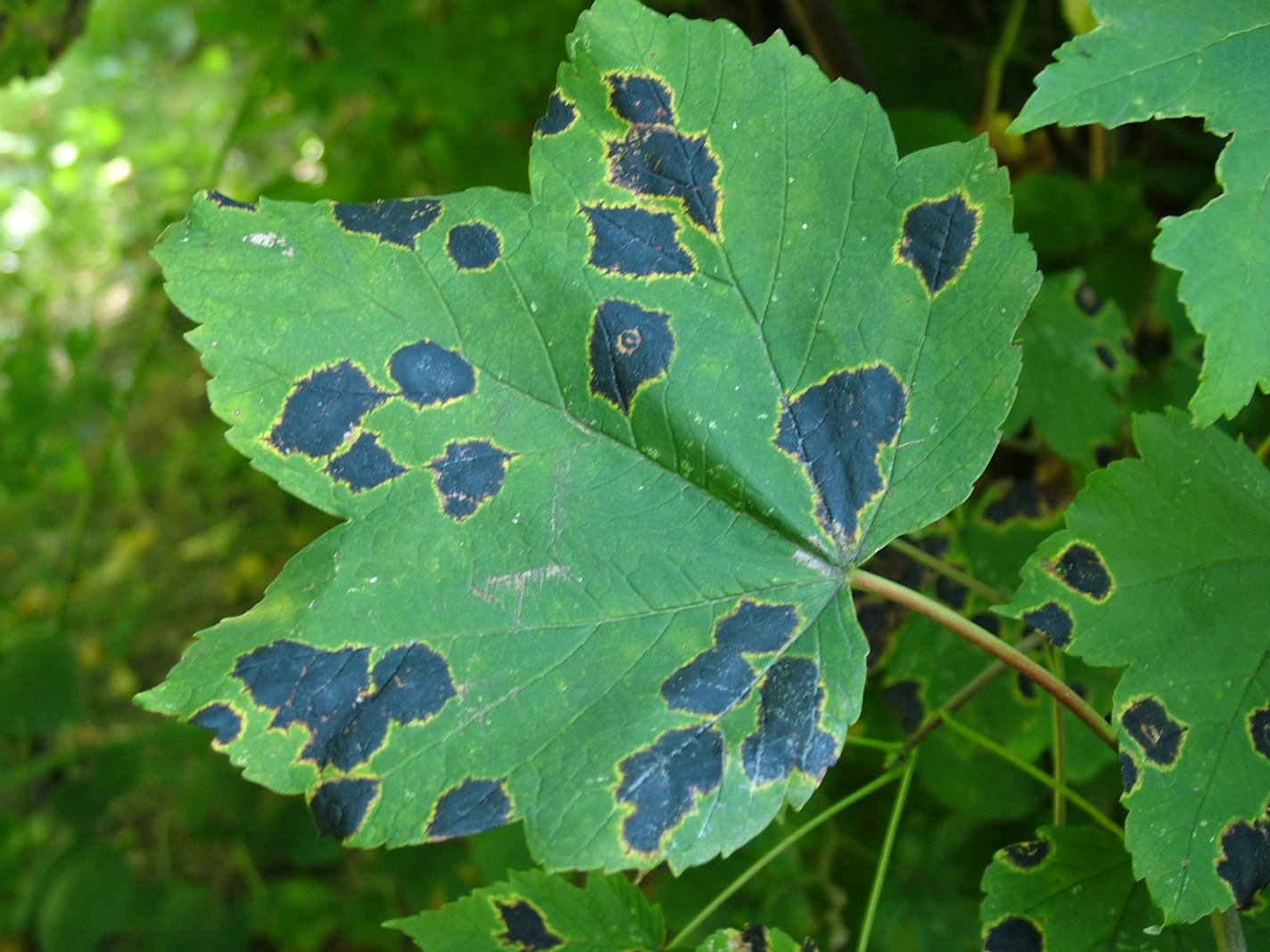
Stade en fin d'été. L'auréole jaune n'est quasiment plus visible.
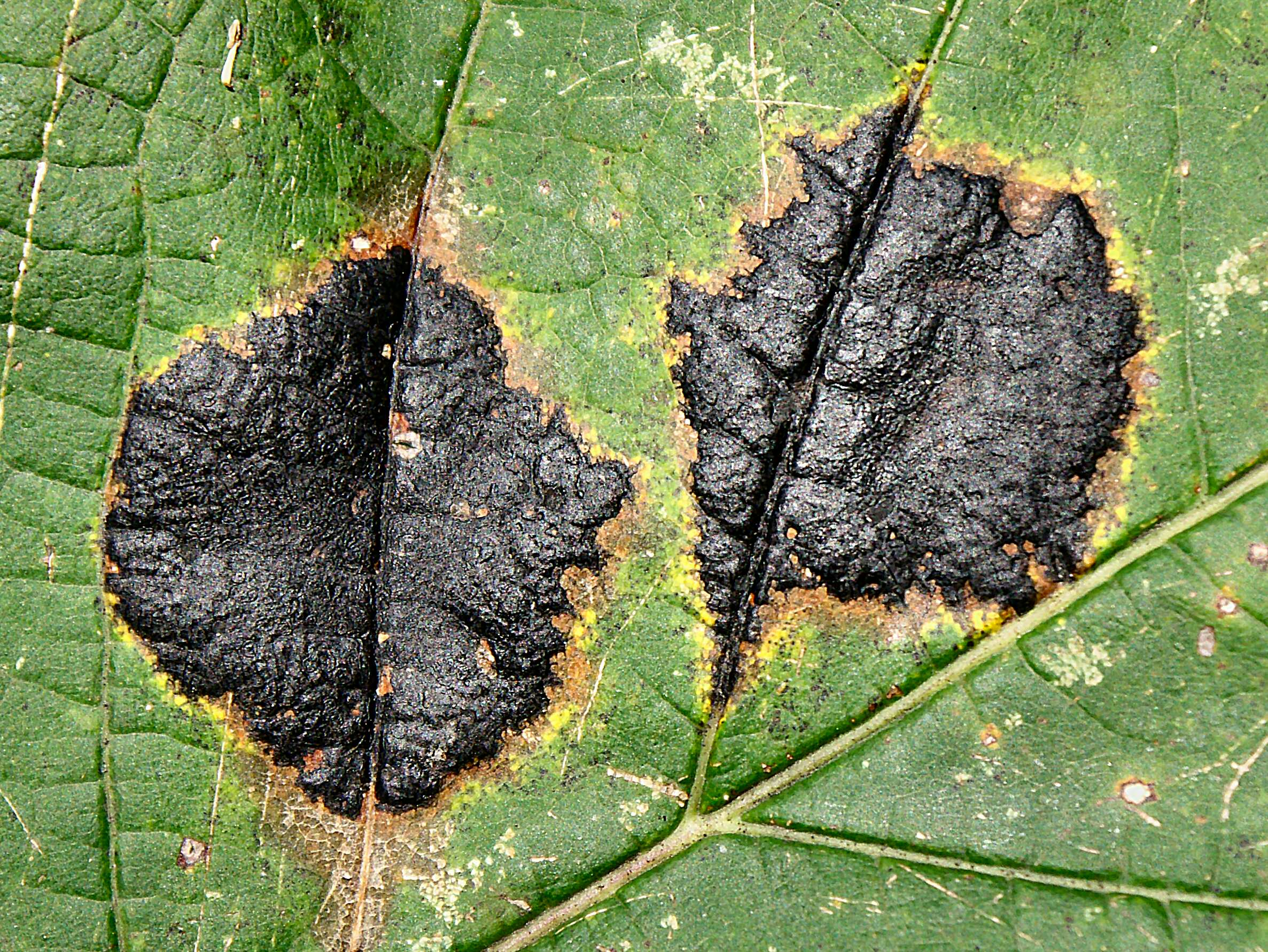
Stromas complètement développés.
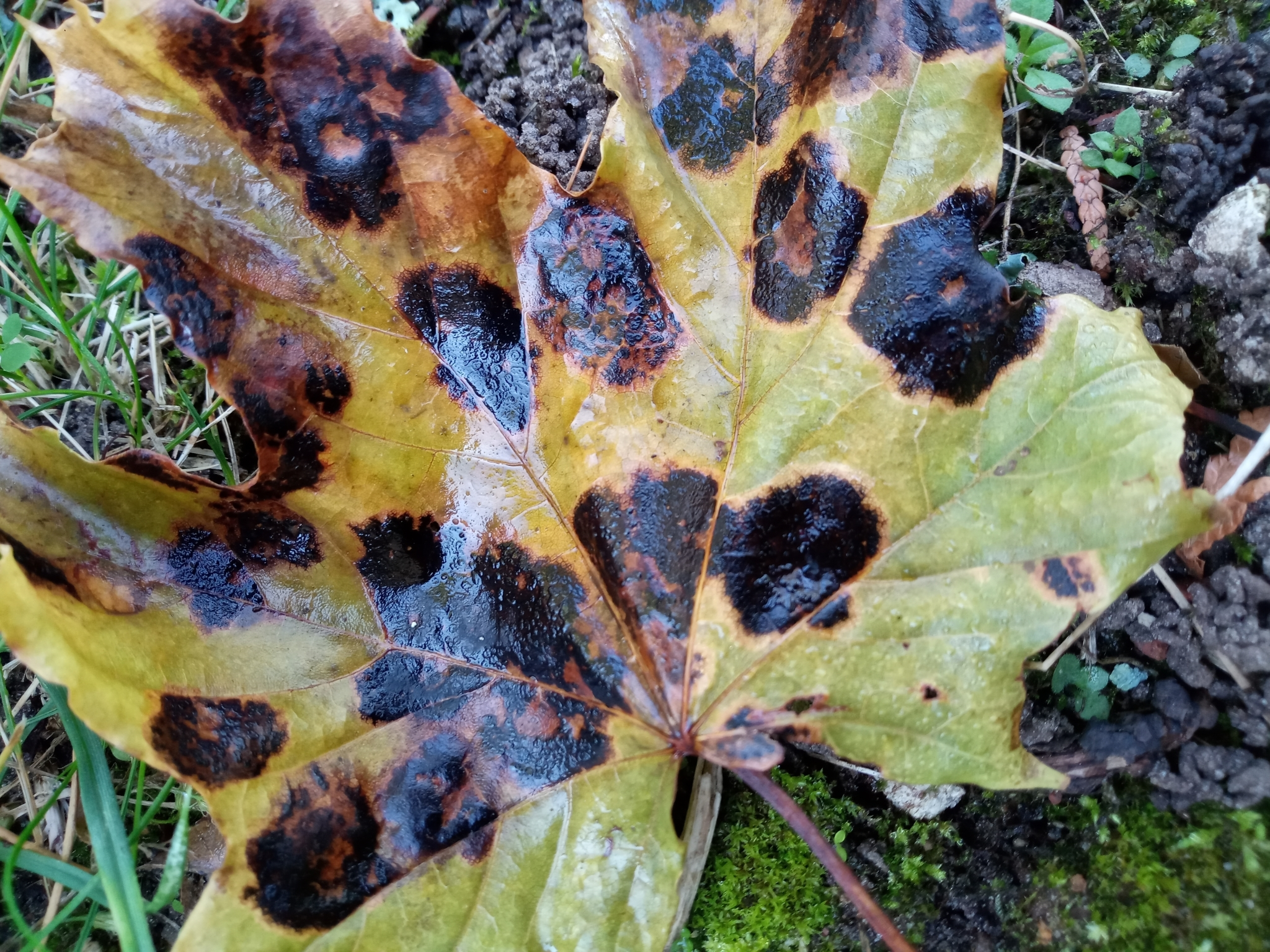
Stade automnale, feuilles tombées au sol.
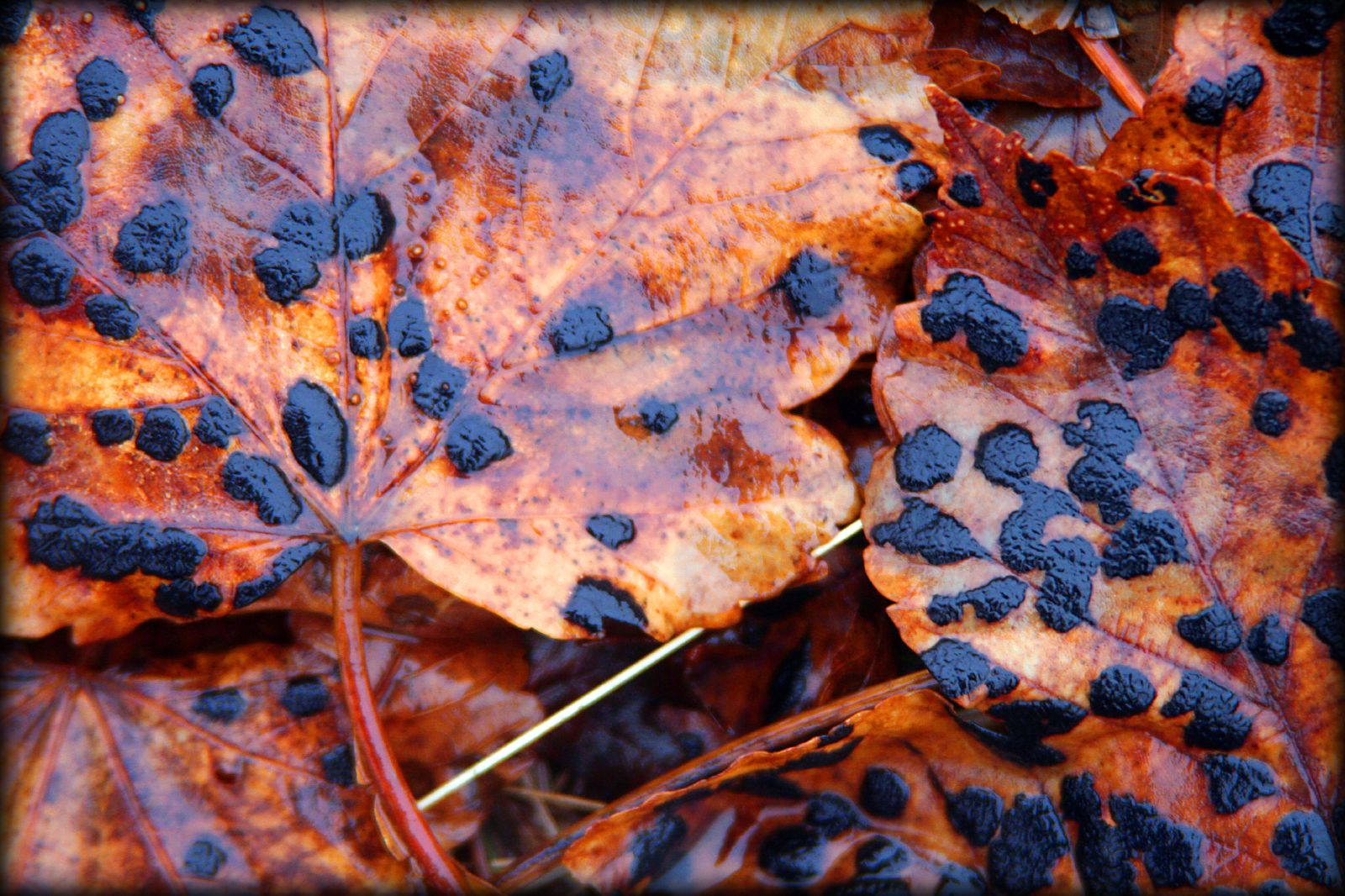
Dépérissement des feuilles.

## Espèces hôtes et répartition
Rhytisma acerinium est un champignon commun qui préfère les endroits humides et ombragés. Il a besoin pour son développement d'un temps frais, de pluies faibles mais fréquentes et d'une humidité élevée. C'est pourquoi il se trouve principalement sur les feuilles d'arbres ombragés et moins souvent sur des arbres isolés. Il est plus rare dans les zones industrielles et urbanisées.
Rhytisma acerinum est visible toute l'année. En Europe, il est fréquent sur l'Érable sycomore et l'Érable plane dispersé sur l'Érable à feuilles d'obier, rare sur l'Érable champêtre. Il peut aussi à l'occasion être présent sur d'autres espèces du genre,,. En Amérique du Nord, l'espèce est exclusivement présente sur l'Érable plane.

## Bioindication
Les infestations de Rhytisma acerinum sont inversement corrélées à la pollution des zones urbaines et industrielles ainsi que du trafic routier. À des niveaux intermédiaires de pollution atmosphérique, le nombre de taches sur les feuilles est inversement proportionnel à la concentration en dioxyde de soufre et de métaux lourds de l'air et du sol. Au-delà d'une certaine limite de tolérance, le champignon disparaît complètement. Ce qui en fait une espèce bioindicatrice, notamment de la pollution atmosphérique,,.

## Espèces proches

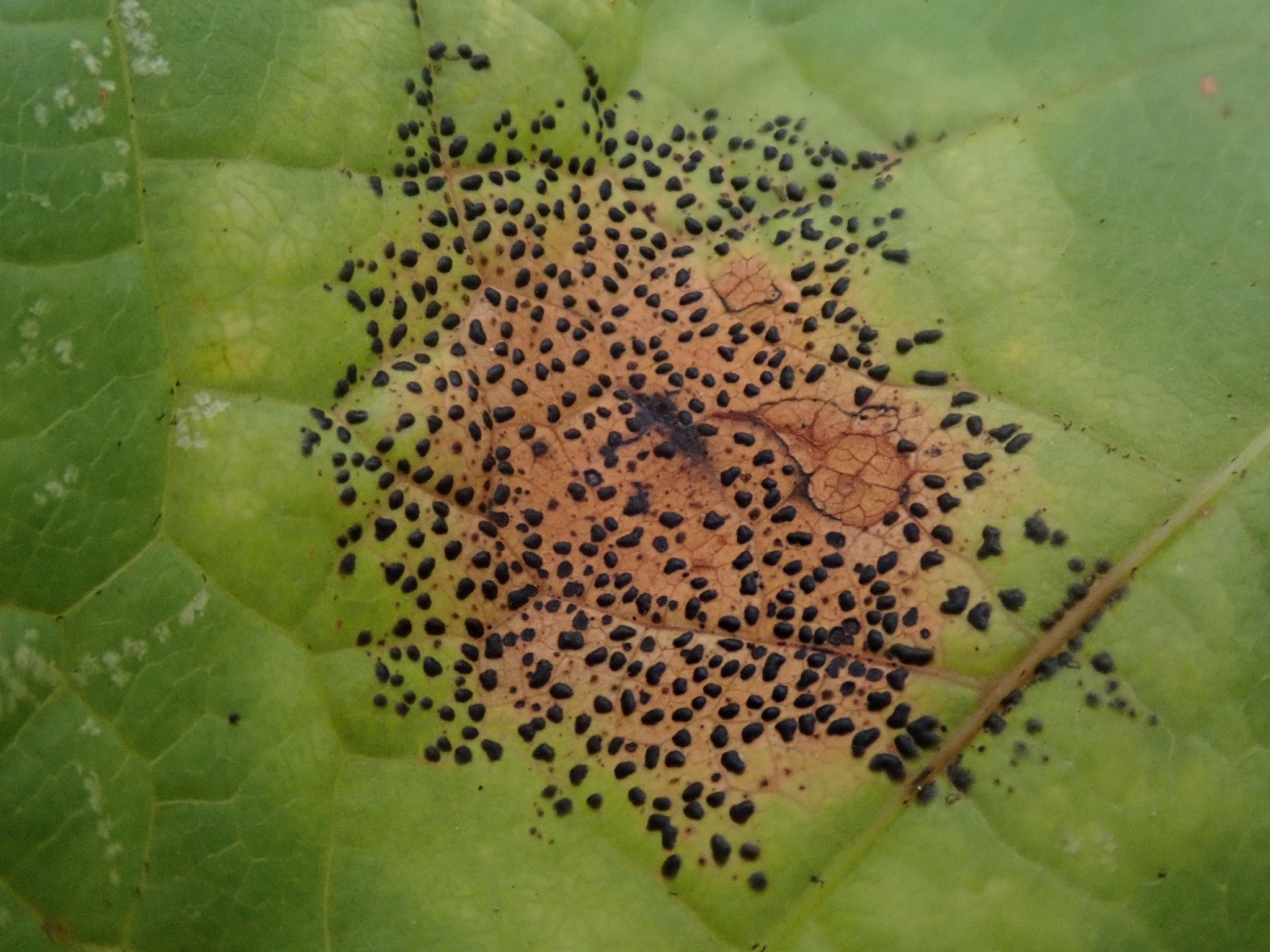
Feuille d'Érable de Pennsylvanie parasitée par Rhytisma punctatum.

En Europe, il existe 17 espèces de maladies cryptogamiques sur les Érables et Rhytisma acerinum est la plus courante d'entre elles. Cette espèce peut facilement se confondre avec Rhytisma punctatum, mais ses stromas ne mesurent qu'environ 1 mm de diamètre et sont disposés en groupes. Toutefois, R. acerinum peut aussi, à un jeune stade, se composer d'abord de petits stromas isolés, puis se regrouper. Les spécimens de la fin de l'automne, qui présentent encore des coussinets ponctuellement isolés, sont un indice important en faveur de R. punctatum, qui produit des conidies plus petites.
En Amérique du Nord, où le genre Acer est particulièrement diversifié, plusieurs espèces ressemblent à Rhytisma acerinum comme Rhytisma americana qui forme également des taches noires sur les Érables argenté, rouge et à sucre mais sa surface est marquée par un motif sinueux de crêtes et de dépressions et ses spores sont plus petites mesurant de 50 à 88 μm de long pour 1,5 à 2,5 μm de large. Rhytisma punctatum est également présent en Amérique du Nord où il se trouve sur les feuilles d'Érable de l'Orégon dans le Nord-Ouest du Pacifique et sur les feuilles d'Érable à épis dans l'Est du Canada. Rhytisma punctatum se distingue par des ascospores plus petites qui mesurent 30 à 40 μm de long pour 1,5 à 2 μm de large.